# 有吉辰也
有吉 辰也（ありよし　たつや、1976年3月17日 - ）は日本のオートレース選手である。宮崎県出身。25期、飯塚オートレース場所属。

## 選手データ
- プロフィール
  - 選手登録 1997年4月1日
  - 身長　165.2cm
  - 体重　49.6kg
  - 血液型　B型
  - 趣味　ゴルフ

- 戦歴 
  - 通算優勝回数:63回
  - グレードレース（SG,GI,GII）優勝回数:25回
  - 全国区レース優勝回数:4回（SG3回・プレミアムカップ1回）
  - SG優勝回数:3回
  - GI優勝回数:14回
  - GII優勝回数:8回
  - 年間最多勝利選手:1回
  - 全国競走成績第1位:1回

- 受賞歴
  - 最優秀選手賞:1回
  - 優秀選手賞:2回
  - 優秀新人選手賞:1回
  - 特別賞:1回
  - 平尾昌晃賞:1回
  - 第25期選手養成所　最優秀賞
  - 日本プロスポーツ大賞功労賞:1回
  - 日刊三賞・殊勲賞:1回

## 略歴
- 1997年
  - 4月1日、選手登録（同期に永井大介、森且行、東小野正道など）。第25期選手養成所最優秀賞を受賞。
  - この年の優秀新人選手賞を受賞。
- 2001年
  - GI開設記念シルクカップ争奪戦（伊勢崎オートレース場）にて記念初制覇。
- 2002年
  - GI開設記念レース（飯塚オートレース場）優勝。
- 2003年
  - GIIトーマスメモリアルカップ（飯塚オートレース場）優勝。
  - GIIジュニア選手権（飯塚オートレース場）優勝。
- 2006年
  - GIIヤングダービー（浜松オートレース場）優勝。
  - GI開設記念レース（飯塚オートレース場）優勝。
- 2008年
  - 4月29日、SG第27回オールスターオートレース（浜松オートレース場）にてSG初制覇。競争車呼名は「タツダンス」。競争タイムは3.365。
  - この年の「優秀選手賞」「日本プロスポーツ大賞・功労賞」を受賞。
- 2009年
  - この年の「優秀選手賞」を受賞。
- 2010年
  - 6月23日、GI共同通信社杯プレミアムカップオートレース（川口オートレース場）優勝。競争車呼名「タツダンス」。
  - 9月23日、SG第14回オートレースグランプリ（浜松オートレース場）優勝。競争車呼名「タツダンス」。競争タイム3.400。
  - 平成22年度後期適用全国選手ランクにて全国1位（S級第1位）となる。
  - この年の賞金王に輝き、「最優秀選手賞」を受賞。
- 2012年
  - 2月12日、SG第25回全日本選抜オートレース（山陽オートレース場）優勝。競争車呼名「エムジェイ」。競争タイム3.324。
- 2013年
  - 9月8日、飯塚市営第4回第2節（飯塚オートレース場）11Rで落車。負傷により長期離脱。
- 2014年
  - 4月11日、飯塚市営第2回第1節（飯塚オートレース場）3Rでレース復帰。
  - 4月29日、SG第33回オールスターオートレース（川口オートレース場）3R試走で落車。負傷。
  - 7月30日、飯塚市営第5回第1節（飯塚オートレース場）4Rで復帰。
- 2015年
  - 1月5日、飯塚市営第7回第2節（飯塚オートレース場）4Rで落車。負傷。
- 2018年
  - 4月15日、GI平成チャンピオンカップ（山陽オートレース場）で5年ぶりにグレードレース優勝。
- 2019年
  - 4月8日、GIIオーバルチャンピオンカップ（飯塚オートレース場）で1年ぶりにグレードレース優勝。
  - 8月26日、GIIウィナーズカップ（浜松オートレース場）優勝。
- 2020年
  - 7月12日、小林啓二杯GII第4回山陽王座防衛戦（山陽オートレース場）優勝。
- 2021年
  - 3月7日、GI開設69周年記念グランプリレース（川口オートレース場）優勝。
- 2023年
  - 7月7日、チャリロト杯GIIミッドナイトチャンピオンカップ（飯塚オートレース場）優勝。

## 戦法
- 「カミソリスタート」と自負するほどの抜群のスタート力を活かした速攻を得意とする。優勝戦などの勝負どころで試走タイムが悪くてもスタート速攻から粘るレースを度々展開する。そのスタート力は同じく速攻を得意とする同期・永井大介（川口）が舌を巻くほど。

## グレードレース戦歴
- SG戦歴
  - SG優勝回数:3回
  - SG連続優出:19回 
    - 第20回全日本選抜オートレース（2007年2月8日～12日）～第42回日本選手権オートレース（2010年11月3日）
    - 更新前の最高記録は中村政信（飯塚19期・故人）の12回であった。

- GI戦歴
  - GI優勝回数:14回

- GII戦歴
  - GII優勝回数:8回